# Eagles Hall
Eagles Hall  es un edificio histórico ubicado en San Diego (condado de San Diego), California.  Eagles Hall se encuentra inscrito  en el Registro Nacional de Lugares Históricos desde el 4 de octubre de 1985. 